# Mulligatawny

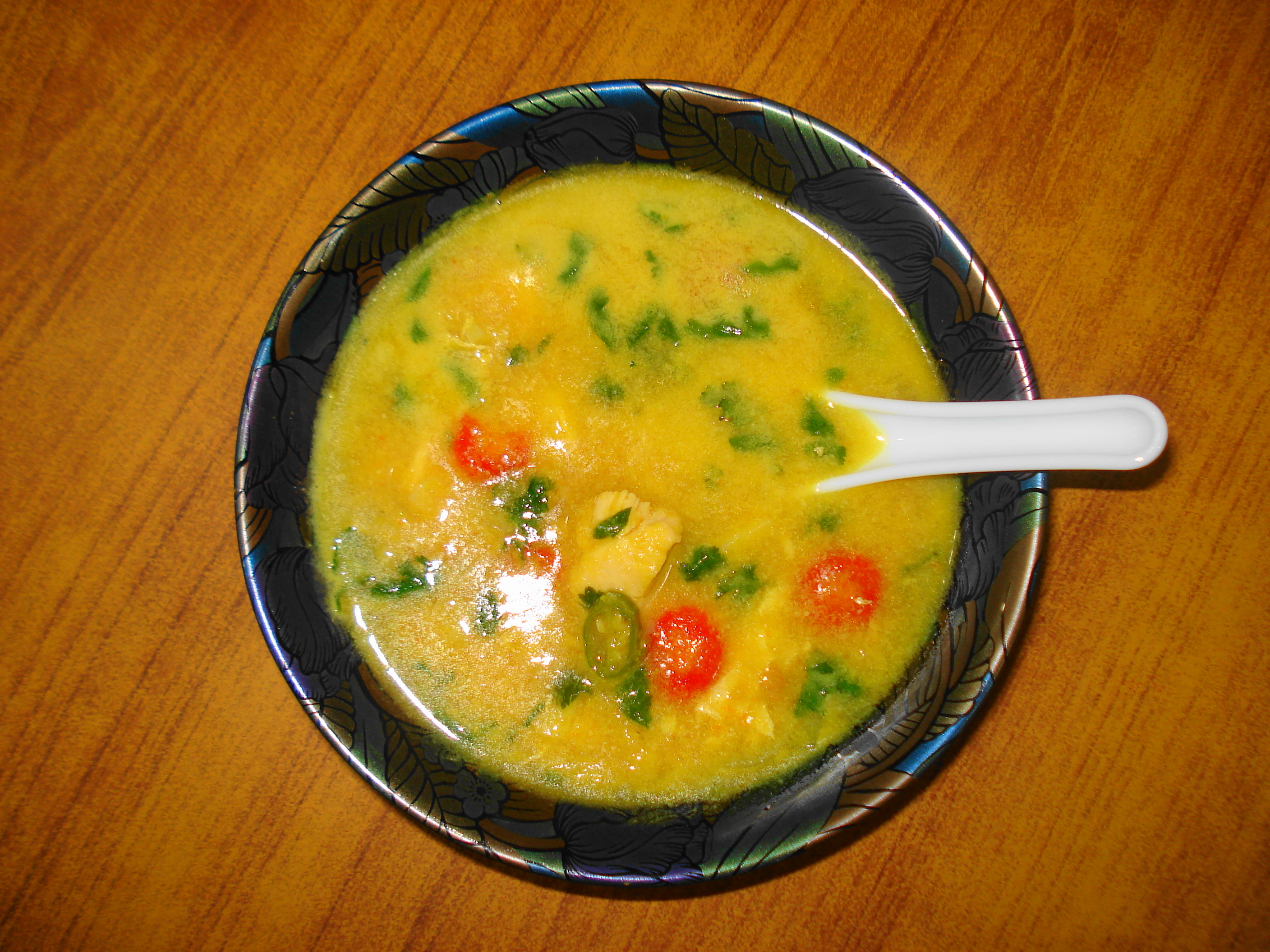
Mulligatawny

Mulligatawny (tamil. maligetouni, dosł. „pieprzowa woda”) – wschodnioindyjska zupa, która została zaadaptowana również w kuchni angielskiej.
Bardzo esencjonalny bulion z kury, baraniny lub jagnięciny z duszonymi warzywami. Przyprawia się go curry, kurkumą, liśćmi laurowymi, goździkami, a podaje z ryżem, pokrojonym mięsem kurczaka, siekanymi migdałami i mlekiem kokosowym. W wariancie angielskim jako dodatek stosuje się jabłka, a w Australii – posiekany, wędzony boczek oraz pomidory. Ponadto istnieje wiele lokalnych wariacji tego dania, różniących się szczegółami w zakresie przypraw czy składu.